# حتسور هجليليت
حتسور هجليليت هي بلدة تقع في هضبة كورازيم بشمال إسرائيل بالقرب من روش بينا وصفد وقد أقيمت على أراضي فرعم ومغر الخيط المهجرتين. في عام 2019 بلغ عدد سكانها 9272.